# أنطونيو روبيو
أنطونيو روبيو (بالإسبانية: Antonio Rubio)‏ (مواليد 20 أغسطس 1949) هو ملاكم إسبانيا، مثّل بلاده في الألعاب الأولمبية الصيفية في دورتي 1972 و1976.

## روابط خارجية
أنطونيو روبيو على موقع بوكس ريك (الإنجليزية) (registration required)
- أنطونيو روبيو على موقع أوليمبيديا (الإنجليزية)